# MBC新闻平台
MBC新闻平台（： MBC Nyusudesuku）是韓國MBC的主新聞節目。

## 历史
本节新闻于1970年10月5日启播，当时于每日22:00播出。最初，节目名称按正字法起名，即称为，与MBC Newsdesk同音。
1976年，新闻提前至每日21:00播出，并更名为MBC新闻现场（MBC 뉴스의 現場/MBC 뉴스의 현장）。及后又于1980年改回现名并以音乐剧《夢幻騎士》的序曲开头部分为片头曲，1981年3月启用新的片头曲。当时的片头曲由两段电子音乐组合而成，分别为日本富士新闻网的新闻片头曲前段，以及富田勋改编的《行星组曲》中“木星”開場部分，直至1988年9月。1980年至1989年期间，周末同一时段播出《MBC新闻中心》。
1991年，本节目再次更换片头曲。
自2012年11月5日起，本节新闻工作日版及周末版的首播时间均提前至19:55分（如不计片头后广告则为20:00）。现时，本节目的主要竞争对手为SBS的《8点新闻》。
2014年8月4日起，本节新闻迁入位于首尔上岩洞的MBC新台址制作，并进行改版。
2017年12月26日，节目再次改版，片头曲改回1991年开始使用的片头曲（编曲有所变化）。平日版实行双主播制度，周末版则为单主播。
2019年7月27日起，周末版重新恢复双主播制。
2021年6月21日起，工作日版的首播時間調整至19:40播出。
2023年6月26日起，為配合新演播室啟用，使用了新的片頭、片尾和片头曲（编曲後段有所变化）。

## 播放时间
- MBC-TV
  - 周一至周四19:40-21:00
  - 周五19:40-20:50
  - 周六19:55-20:45
  - 周日及公眾假期 19:50-20:20

在2019年3月18日前，MBC标准FM会在20:00-20:30转播该节目，现已取消安排。

## 特殊情况
與其他無線台一樣，如有突發或重大事件，節目名稱會改為《特集 MBC新聞平台》（특집 MBC뉴스데스크），播出時長可能不限於1小時，也可能提前或推迟播出时间。視乎事件的嚴重性，播報可能遷移至戶外進行，例如1994年漢江聖水大橋倒塌，主播台更移師在聖水大橋橋面進行播報。
2017年9月起，由於受MBC罷工影響，平日及周末節目時長分別縮短為40分鐘及35分鐘；2017年12月7日至12月25日，為了配合節目改版，《新闻平台》暂停播放，原时段临时改播《MBC新闻》；罢工结束后，各新闻时段播出正常化，经改版的《新闻平台》于2017年12月26日恢复播送，并起用新主播群（资深主播+新闻部资深记者组合），当日节目名为《特集 MBC新闻平台》，并改回1991年启用的开场音乐。2018年7月16日，《MBC新闻平台》（MBC 뉴스데스크）再度改版，并且更换片头与新闻提要播报方式，片头音乐不变，平日新闻并启用新主播群。新闻提要则增加了对象感和流畅感。

## 整點報時廣告贊助
- 東方時計株式會社（1982年 ~ 1985年12月31日）
- 大宇電子（1986年1月1日 ~ 1988年2月14日）
- 三星時計（1988年2月15日 ~ 1997年8月31日）
- 三星Anycall（1997年9月1日 ~ 2011年4月27日）
- 三星電視名品Plus One（1998年5月20日 ~ 1998年6月20日）
- 三星Galaxy（2011年4月28日 ~ 2012年11月4日）
- 三星電子（2012年11月5日 ~ 現在）